# Milax (ort i Azerbajdzjan)
Milax är en ort i Azerbajdzjan.   Den ligger i distriktet Nachitjevan, i den sydvästra delen av landet, 400 km väster om huvudstaden Baku. Milax ligger 1 484 meter över havet och antalet invånare är 900.
Terrängen runt Milax är huvudsakligen lite bergig. Milax ligger nere i en dal. Närmaste större samhälle är Sirab, 19,6 km väster om Milax. 
Trakten runt Milax består i huvudsak av gräsmarker. Runt Milax är det ganska glesbefolkat, med 23 invånare per kvadratkilometer.